# Poecilanthe falcata
Poecilanthe falcata là một loài thực vật có hoa trong họ Đậu. Loài này được (Vell.) Heringer miêu tả khoa học đầu tiên.